# Liste des députés de Lot-et-Garonne
Liste des députés de Lot-et-Garonne

## Assemblée législative (1791-1792)
- Guillaume Mouysset
- Jean-Girard Lacuée
- Charles Lafont du Cujula
- François Bernard Maleprade
- Mathieu Depère
- Pierre Paganel
- Antoine Vidalot
- Alexandre Pouget
- Jean Lavigne

## Convention nationale(1792-1795)
- Jean Félix Larroche
- Marc-Antoine Fournel
- Pierre-Jules Guyet-Laprade
- Pierre Boussion
- Pierre Paganel
- Thomas Noguères
- Antoine Jean Blaise Laurent
- Antoine Vidalot
- Antoine Cabarroc

## Conseil des Cinq-Cents(1795-1799)
- Jean Bernard Sembeausel
- Bernard Laujacq
- Pierre-Jules Guyet-Laprade
- Charles Lafont du Cujula
- Antoine Bourg-Laprade

## Corps législatif(1800-1814)
- Jean Gaspard Julien de Godailh
- Guillaume Tartas-Conques
- Jean-François Dudevant
- Charles Lafont du Cujula
- Noël-Gabriel-Luce Villar
- Jacques Coutausse
- Antoine Bourg-Laprade

## Chambre des députés des départements (1reRestauration)
- Jean Gaspard Julien de Godailh
- Jean-François Dudevant
- Joseph de Bourran de Marsac

## Chambre des représentants (Cent-Jours)
- Jean-Baptiste Bory de Saint-Vincent
- Joseph Ninon
- Isaac Jallabert
- Jean Boucherie de Migon
- Raymond Noubel
- Jean-Chrysostome de Sevin
- Jean-François Dudevant

## Chambre des députés des départements (2eRestauration)

### Irelégislature(1815–1816)
- Jean Teulon
- Jean-Baptiste de Vassal de Montviel
- Pierre Charles Sylvestre
- Philippe Digeon de Monteton

### IIelégislature(1816-1823)
- André Jacques Elisabeth Lafon de Cavaignac
- Jean-Baptiste Sylvère Gaye de Martignac
- Étienne-Sylvestre Drouilhet de Sigalas
- Jean-Baptiste de Vassal de Montviel
- César Bardonin de Sansac
- Jean-Louis Rivière
- Timothée Becays de la Caussade
- Jean-François Lafabrie de La Sylvestrie
- Philippe Digeon de Monteton

### IIIelégislature(1824-1827)
- André Jacques Elisabeth Lafon de Cavaignac
- Jean-Baptiste Sylvère Gaye de Martignac (Ultra-royaliste)
- Étienne-Sylvestre Drouilhet de Sigalas (Centre)
- Jean-Baptiste de Vassal de Montviel (Ultra-royaliste)
- Timothée Becays de la Caussade

### IVelégislature(1828-1830)
- André Jacques Elisabeth Lafon de Cavaignac
- Jean-Baptiste Sylvère Gaye de Martignac (Ultra-royaliste)
- Guillaume Joseph Nicolas de Lafon-Blaniac (Opposition libérale)
- Anne Claude de Lugat (Royaliste indépendant)

## Chambre des députés (Monarchie de Juillet)

### IreLégislature(1830-1831)
- André Lafon de Cavaignac (Royaliste)
- Jean-Baptiste Sylvère Gaye de Martignac (Ultra royaliste) décédé, remplacé par Jean-Baptiste Bory de Saint-Vincent
- Jean Antoine Merle-Massoneau (Monarchiste)
- Jean Teulon (Conservateur), démissionnaire, remplacé par Pierre Sylvain Dumon (Opposition libérale)
- Guillaume Joseph Nicolas de Lafon-Blaniac (Opposition libérale)

### IIeLégislature(1831-1834)
- Pierre Sylvain Dumon (Opposition libérale)
- Armand François Maximilien de Lau de Lusignan
- Jean Antoine Merle-Massoneau (Conservateur)
- Guillaume Joseph Nicolas de Lafon-Blaniac (Opposition libérale), décédé en 1833, remplacé par Jean-Chrysostôme Lacuée-Saint-Just
- Victor de Bastard d'Estang

### IIIeLégislature(1834-1837)
- Pierre Sylvain Dumon
- Camille Pierre Alexis Paganel
- Armand François Maximilien de Lau de Lusignan
- Jean Antoine Merle-Massoneau
- Victor de Bastard d'Estang

### IVeLégislature(1837-1839)
- Louis-Gustave Adolphe Lemercier de Maisoncelle-Vertille de Richemont
- Bernard Florian Bouet
- Pierre Sylvain Dumon
- Camille Pierre Alexis Paganel
- Armand François Maximilien de Lau de Lusignan

### VeLégislature(1839-1842)
- Louis-Gustave Adolphe Lemercier de Maisoncelle-Vertille de Richemont
- Bernard Florian Bouet
- Pierre Sylvain Dumon
- Camille Pierre Alexis Paganel
- Rotch Barsalou

### VIeLégislature(1842-1846)
- Louis-Gustave Adolphe Lemercier de Maisoncelle-Vertille de Richemont
- Bernard Florian Bouet démissionne en 1844, remplacé par Jean-Baptiste de Chaudordy
- Pierre Sylvain Dumon
- Camille Pierre Alexis Paganel
- Louis Dutilh de La Tuque

### VIIeLégislature(17 août1846-24 février1848)
- Louis-Gustave Adolphe Lemercier de Maisoncelle-Vertille de Richemont
- Jean-Charles de Lesseps
- Pierre Sylvain Dumon
- Louis Dutilh de La Tuque
- Jean-Baptiste de Chaudordy

## IIeRépublique
Élections au suffrage universel masculin à partir de 1848

### Assemblée nationale constituante (1848-1849)
- Jean Bérard
- Pierre Boissié
- Blaise Gaspard Dubruel
- Joseph de Luppé
- Jean Didier Baze
- Paul Vergnes
- Pierre Mispoulet
- Louis-Émile Tartas
- Pierre Thomas Radoult de La Fosse

### Assemblée nationale législative (1849-1851)
- Jean Bérard
- Pierre Boissié
- Joseph de Luppé
- Jean Didier Baze
- Pierre Mispoulet
- Louis-Émile Tartas
- Pierre Thomas Radoult de La Fosse

## Second Empire

### Irelégislature(1852-1857)
- Raymond Noubel (1re circonscription - Agen)
- Charles François Laffite (2e circonscription)
- Louis-Gustave Adolphe Lemercier de Maisoncelle-Vertille de Richemont (3e circonscription - Marmande)

### IIelégislature(1857-1863)
- Raymond Noubel
- Charles François Laffite
- Louis-Gustave Adolphe Lemercier de Maisoncelle-Vertille de Richemont

### IIIelégislature(1863-1869)
- Camille Dollfus
- Raymond Noubel
- Louis-Gustave Adolphe Lemercier de Maisoncelle-Vertille de Richemont

### IVelégislature(1869-1870)
- Camille Dollfus
- Raymond Noubel
- Louis-Gustave Adolphe Lemercier de Maisoncelle-Vertille de Richemont, nommé sénateur en 1869, remplacé par Adolphe de Forcade Laroquette

## IIIeRépublique

### Assemblée nationale(1871-1876)
- Édouard de Cazenove de Pradines, Extrême-droite
- Octave de Bastard d'Estang, Union des droites
- Léopold Faye, Gauche républicaine
- Jean-Baptiste Alexandre Damaze de Chaudordy, Union des droites
- Herman Sarrette, Appel au peuple (Bonapartiste)
- Jean Didier Baze, Union des droites

### Irelégislature(1876-1877)
- Armand Fallières
- Léopold Faye
- Gustave de Laffitte de Lajoannenque
- Herman Sarrette

### IIelégislature(1877-1881)
- Léopold Faye, élu sénateur en 1879, remplacé par Pierre Deluns-Montaud
- Armand Fallières
- Gustave de Laffitte de Lajoannenque
- Herman Sarrette

### IIIelégislature(1881-1885)
- Pierre Deluns-Montaud
- Armand Fallières
- Gustave de Laffitte de Lajoannenque
- Herman Sarrette

### IVelégislature(1885-1889)
- Georges Leygues
- Pierre Deluns-Montaud
- Armand Fallières
- Joseph de Mondenard
- Herman Sarrette

### Velégislature(1889-1893)
| Arrondissement                       | Identité                                                     | Parti      |
| ------------------------------------ | ------------------------------------------------------------ | ---------- |
| Arrondissement d'Agen                | Gustave de Laffitte de Lajoannenque                          | GD         |
| Arrondissement de Marmande           | Pierre Deluns-Montaud                                        | Mod.       |
| Arrondissement de Nérac              | Armand Fallières (élu sénateur en 1890) Jean-Baptiste Darlan | Mod. Prog. |
| Arrondissement de Villeneuve-sur-Lot | Georges Leygues                                              | Mod.       |

Source : journal Le Temps du 24 septembre et du 8 octobre 1889 sur Gallica,.

### VIelégislature(1893-1898)
| Arrondissement                       | Identité              | Parti |
| ------------------------------------ | --------------------- | ----- |
| Arrondissement d'Agen                | Philippe Dauzon       | Rad.  |
| Arrondissement de Marmande           | Pierre Deluns-Montaud | Mod.  |
| Arrondissement de Nérac              | Jean-Baptiste Darlan  | UP    |
| Arrondissement de Villeneuve-sur-Lot | Georges Leygues       | Mod.  |

Source : journal Le Temps du 22 août et du 5 septembre 1893 sur Gallica,.

### VIIelégislature(1898-1902)
| Arrondissement                       | Identité        | Parti |
| ------------------------------------ | --------------- | ----- |
| Arrondissement d'Agen                | Philippe Dauzon | Rad.  |
| Arrondissement de Marmande           | Léo Melliet     | Rad.  |
| Arrondissement de Nérac              | Louis Lagasse   | Rad.  |
| Arrondissement de Villeneuve-sur-Lot | Georges Leygues | AD    |

Source : journal Le Temps du 10 mai et du 24 mai 1898 sur Gallica,.

### VIIIelégislature(1902-1906)
| Arrondissement                       | Identité                      | Parti                      |
| ------------------------------------ | ----------------------------- | -------------------------- |
| Arrondissement d'Agen                | Philippe Dauzon               | Rad.                       |
| Arrondissement de Marmande           | Jean Dèche                    | Républicains nationalistes |
| Arrondissement de Nérac              | Léopold Guillaume Marie Fabre | AD                         |
| Arrondissement de Villeneuve-sur-Lot | Georges Leygues               | AD                         |

Source : journal Le Temps du 29 avril et du 13 mai 1902 sur Gallica,.

### IXelégislature(1906-1910)
| Arrondissement                       | Identité                              | Parti |
| ------------------------------------ | ------------------------------------- | ----- |
| Arrondissement d'Agen                | Philippe Dauzon                       | Rad.  |
| Arrondissement de Marmande           | Jacques Chaumié                       | Rad.  |
| Arrondissement de Nérac              | Louis Lagasse                         | Rad.  |
| Arrondissement de Villeneuve-sur-Lot | Georges Leygues Ministre des Colonies | AD    |

Sources : Journal Le Temps du 6 et du 22 mai 1906 sur Gallica - ,.

### Xelégislature(1910-1914)
| Arrondissement                       | Identité           | Parti |
| ------------------------------------ | ------------------ | ----- |
| Arrondissement d'Agen                | Jules Cels-Couybes | Rad.  |
| Arrondissement de Marmande           | Joseph Soussial    | GD    |
| Arrondissement de Nérac              | Jean Duffau        | Rad.  |
| Arrondissement de Villeneuve-sur-Lot | Georges Leygues    | GD    |

Sources : Journal Le Temps du 24 avril et du 8 mai 1910 sur Gallica - ,.

### XIelégislature(1914-1919)
| Arrondissement                       | Identité           | Parti |
| ------------------------------------ | ------------------ | ----- |
| Arrondissement d'Agen                | Jules Cels-Couybes | Rad.  |
| Arrondissement de Marmande           | Jacques Chaumié    | Rad   |
| Arrondissement de Nérac              | Maurice Rontin     | Rad.  |
| Arrondissement de Villeneuve-sur-Lot | Georges Leygues    | AD    |

Sources : Journal Le Temps du 28 avril et du 12 mai 1914 sur Gallica - ,.

### XIIelégislature(1919-1924)
Les élections législatives de 1919 furent organisées au scrutin proportionnel de liste. Elles marquèrent au niveau national la victoire du "Bloc national" de centre-droit.
| Identité           | Parti | Liste                                                      | Autres mandats                                                           |
| ------------------ | ----- | ---------------------------------------------------------- | ------------------------------------------------------------------------ |
| Jules Cels-Couybes | Rad.  | Liste d'union des républicains pour le relèvement national | Sous-secrétaire d'État aux Travaux Publics, Président du Conseil Général |
| Jacques Chaumié*   | Rad.  | Liste d'union des républicains pour le relèvement national |                                                                          |
| André Fallières    | AD    | Liste d'union des républicains pour le relèvement national |                                                                          |
| Georges Leygues    | AD    | Liste d'union des républicains pour le relèvement national | Ministre de la Marine                                                    |

- Jacques Chaumié, décédé le 30 septembre 1920, est remplacé le 19 décembre 1920 par Renaud Jean, PC-SFIC, premier député communiste issu du monde rural.

Source : Barodet sur le site de l'Assemblée Nationale - https://bibnum.sciencespo.fr/s/catalogue/ark:/46513/sc16m2kz#?c=&m=&s=&cv=.

### XIIIelégislature(1924-1928)
Les élections législatives de 1924 furent organisées au scrutin proportionnel de liste. Elles marquèrent au niveau national national la victoire du "Cartel des gauches".
| Identité         | Parti                                                          | Autres mandats                    |
| ---------------- | -------------------------------------------------------------- | --------------------------------- |
| Emmanuel Chaumié | Rad. Liste d'Union Radicale et Radicale-socialiste             |                                   |
| Renaud Jean      | PC-SFIC Liste du Bloc Ouvrier-Paysan                           |                                   |
| André Fallières  | Rad. Liste d'Union des Républicains                            | Avocat à la Cour d'Appel de Paris |
| Georges Leygues  | AD-Groupe Républicain de Gauche Liste d'Union des Républicains | Ancien Président du Conseil       |

Source : Barodet sur le site de l'Assemblée Nationale - https://bibnum.sciencespo.fr/s/catalogue/ark:/46513/sc16m1m0#?c=&m=&s=&cv=

### XIVelégislature(1928-1932)
Les élections législatives furent au scrutin d'arrondissement majoritaire à deux tours de 1928 à 1936.
| Arrondissement                       | Identité                | Parti |
| ------------------------------------ | ----------------------- | ----- |
| Arrondissement d'Agen                | Jules Cels-Couybes      | Rad.  |
| Arrondissement de Marmande           | Pierre Tricard-Graveron | AD    |
| Arrondissement de Nérac              | Paul Courrent           | Rad.  |
| Arrondissement de Villeneuve-sur-Lot | Georges Leygues         | AD    |

Source : Élections législatives 22-29 avril 1928 de Georges Lachapelle - https://gallica.bnf.fr/ark:/12148/bpt6k320439r.texteImage#

### XVelégislature(1932-1936)
| Arrondissement                       | Identité                                                                      | Parti             |
| ------------------------------------ | ----------------------------------------------------------------------------- | ----------------- |
| Arrondissement d'Agen                | Gaston Martin                                                                 | Rad.              |
| Arrondissement de Marmande           | Renaud Jean                                                                   | PC-SFIC           |
| Arrondissement de Nérac              | Paul Courrent                                                                 | Rad.              |
| Arrondissement de Villeneuve-sur-Lot | Georges Leygues décédé le 02.09.1933 Robert de La Myre-Mory élu le 26.11.1933 | Non inscrit AD-RG |

### XVIelégislature(1936-1940)
| Arrondissement                       | Identité               | Parti   | Notes |
| ------------------------------------ | ---------------------- | ------- | --- |
| Arrondissement d'Agen                | Robert Philippot       | PC-SFIC | Déchu de son mandat le 21 janvier 1940, incarcéré dans différents lieux de France métropolitaine puis déporté à Auschwitz en juillet 1942, y meurt le 25 aout 1942 . |
| Arrondissement de Marmande           | Renaud Jean            | PC-SFIC | Déchu de son mandat le 21 janvier 1940 |
| Arrondissement de Nérac              | Paul Courrent          | Rad.    | |
| Arrondissement de Villeneuve-sur-Lot | Robert de La Myre-Mory | AD      | |

## IVeRépublique

### 1reAssemblée constituante (1945)
- Jacques Arrès-Lapoque
- André Lescorat
- Hubert Ruffe

### 2eAssemblée constituante (1946)
- Henri Caillavet
- André Lescorat
- Hubert Ruffe

### Irelégislature (1946-1951)
- Henri Caillavet
- Gérard Duprat
- André Lescorat
- Hubert Ruffe

### IIelégislature (1951-1955)
- Raphaël Trémouilhe
- Henri Caillavet
- Jean-Jacques Juglas
- Jean Nénon

### IIIelégislature (1956-1958)
- Henri Caillavet
- Gérard Duprat
- Hubert Ruffe
- Raphaël Trémouilhe (à la suite de l'invalidation de l'élection de Jean Baylac)

## VeRépublique

### Irelégislature(1958-1962)
| Circonscription     | Identité                | Parti | À partir du     | Jusqu'au       | Note |
| ------------------- | ----------------------- | ----- | --------------- | -------------- | ---- |
| 1re circonscription | Gabriel Lapeyrusse      | UNR   | 9 décembre 1958 | 9 octobre 1962 |      |
| 2e circonscription  | Joseph Turroques        | CNI   | 9 décembre 1958 | 9 octobre 1962 |      |
| 3e circonscription  | Jacques Raphaël-Leygues | UNR   | 9 décembre 1958 | 9 octobre 1962 |      |

### IIelégislature(1962-1967)
| Circonscription     | Identité           | Parti   | À partir du     | Jusqu'au     | Note |
| ------------------- | ------------------ | ------- | --------------- | ------------ | ---- |
| 1re circonscription | Gabriel Lapeyrusse | UNR-UDT | 6 décembre 1962 | 12 juin 1966 | Dcs  |
| 1re circonscription | Jean Deltimple     | UNR-UDT | 13 juin 1966    | 2 avril 1967 |      |
| 2e circonscription  | Hubert Ruffe       | PCF     | 6 décembre 1962 | 2 avril 1967 |      |
| 3e circonscription  | Édouard Schloesing | DVG     | 6 décembre 1962 | 2 avril 1967 |      |

### IIIelégislature(1967-1968)
| Circonscription     | Identité           | Parti | À partir du  | Jusqu'au    | Note |
| ------------------- | ------------------ | ----- | ------------ | ----------- | ---- |
| 1re circonscription | Jacques Bordeneuve | PRSS  | 3 avril 1967 | 30 mai 1968 |      |
| 2e circonscription  | Hubert Ruffe       | PCF   | 3 avril 1967 | 30 mai 1968 |      |
| 3e circonscription  | Édouard Schloesing | DVG   | 3 avril 1967 | 30 mai 1968 |      |

### IVelégislature(1968-1973)
| Circonscription     | Identité           | Parti | À partir du     | Jusqu'au       | Note |
| ------------------- | ------------------ | ----- | --------------- | -------------- | ---- |
| 1re circonscription | Georges Caillau    | RI    | 11 juillet 1968 | 1er avril 1973 |      |
| 2e circonscription  | Guy Bégué          | UDR   | 11 juillet 1968 | 1er avril 1973 |      |
| 3e circonscription  | Édouard Schloesing | DVG   | 11 juillet 1968 | 1er avril 1973 |      |

### Velégislature(1973-1978)
| Circonscription     | Identité                | Parti | À partir du  | Jusqu'au     | Note |
| ------------------- | ----------------------- | ----- | ------------ | ------------ | ---- |
| 1re circonscription | Christian Laurissergues | DVG   | 2 avril 1973 | 2 avril 1978 |      |
| 2e circonscription  | Hubert Ruffe            | PCF   | 2 avril 1973 | 2 avril 1978 |      |
| 3e circonscription  | Édouard Schloesing      | DVG   | 2 avril 1973 | 2 avril 1978 |      |

### VIelégislature(1978-1981)
| Circonscription     | Identité                | Parti | À partir du  | Jusqu'au    | Note |
| ------------------- | ----------------------- | ----- | ------------ | ----------- | ---- |
| 1re circonscription | Christian Laurissergues | PS    | 3 avril 1978 | 22 mai 1981 |      |
| 2e circonscription  | Hubert Ruffe            | PCF   | 3 avril 1978 | 22 mai 1981 |      |
| 3e circonscription  | Marcel Garrouste        | PS    | 3 avril 1978 | 22 mai 1981 |      |

### VIIelégislature(1981-1986)
| Circonscription     | Identité                | Parti | À partir du    | Jusqu'au       | Note |
| ------------------- | ----------------------- | ----- | -------------- | -------------- | ---- |
| 1re circonscription | Christian Laurissergues | PS    | 2 juillet 1981 | 1er avril 1986 |      |
| 2e circonscription  | Gérard Gouzes           | PS    | 2 juillet 1981 | 1er avril 1986 |      |
| 3e circonscription  | Marcel Garrouste        | PS    | 2 juillet 1981 | 1er avril 1986 |      |

### VIIIelégislature(1986-1988)
3 députés élus à la proportionnelle:
- Paul Chollet (DVD)
- Michel Gonelle (RPR)
- Christian Laurissergues (PS)

### IXelégislature(1988-1993)
| Circonscription     | Identité         | Parti | À partir du  | Jusqu'au       | Note |
| ------------------- | ---------------- | ----- | ------------ | -------------- | ---- |
| 1re circonscription | Paul Chollet     | DVD   | 23 juin 1988 | 1er avril 1993 |      |
| 2e circonscription  | Gérard Gouzes    | PS    | 23 juin 1988 | 1er avril 1993 |      |
| 3e circonscription  | Marcel Garrouste | PS    | 23 juin 1988 | 1er avril 1993 |      |

### Xelégislature(1993-1997)
| Circonscription     | Identité        | Parti | À partir du  | Jusqu'au      | Note |
| ------------------- | --------------- | ----- | ------------ | ------------- | ---- |
| 1re circonscription | Paul Chollet    | UDF   | 2 avril 1993 | 21 avril 1997 |      |
| 2e circonscription  | Georges Richard | RPR   | 2 avril 1993 | 21 avril 1997 |      |
| 3e circonscription  | Daniel Soulage  | UDF   | 2 avril 1993 | 21 avril 1997 |      |

### XIelégislature(1997-2002)
| Circonscription     | Identité       | Parti | À partir du   | Jusqu'au     | Note |
| ------------------- | -------------- | ----- | ------------- | ------------ | ---- |
| 1re circonscription | Alain Veyret   | PS    | 1er juin 1997 | 18 juin 2002 |      |
| 2e circonscription  | Gérard Gouzes  | PS    | 1er juin 1997 | 18 juin 2002 |      |
| 3e circonscription  | Jérôme Cahuzac | PS    | 1er juin 1997 | 18 juin 2002 |      |

### XIIelégislature(2002-2007)
| Circonscription     | Identité              | Parti        | À partir du  | Jusqu'au     | Note |
| ------------------- | --------------------- | ------------ | ------------ | ------------ | ---- |
| 1re circonscription | Jean Dionis du Séjour | UDF          | 19 juin 2002 | 19 juin 2007 |      |
| 2e circonscription  | Michel Diefenbacher   | RPR puis UMP | 19 juin 2002 | 19 juin 2007 |      |
| 3e circonscription  | Alain Merly           | UDF puis UMP | 19 juin 2002 | 19 juin 2007 |      |

### XIIIelégislature(2007-2012)
| Circonscription     | Identité              | Parti | À partir du  | Jusqu'au     | Note |
| ------------------- | --------------------- | ----- | ------------ | ------------ | ---- |
| 1re circonscription | Jean Dionis du Séjour | UMP   | 20 juin 2007 | 19 juin 2012 |      |
| 2e circonscription  | Michel Diefenbacher   | UMP   | 20 juin 2007 | 19 juin 2012 |      |
| 3e circonscription  | Jérôme Cahuzac        | PS    | 20 juin 2007 | 19 juin 2012 |      |

### XIVelégislature(2012-2017)
| Circonscription     | Identité           | Parti | À partir du     | Jusqu'au        | Note |
| ------------------- | ------------------ | ----- | --------------- | --------------- | ---- |
| 1re circonscription | Lucette Lousteau   | PS    | 20 juin 2012    | 19 juin 2017    |      |
| 2e circonscription  | Matthias Fekl      | PS    | 20 juin 2012    | 4 octobre 2014  | Gvt  |
| 2e circonscription  | Régine Povéda      | PS    | 5 octobre 2014  | 19 juin 2017    |      |
| 3e circonscription  | Jérôme Cahuzac     | PS    | 20 juin 2012    | 21 juillet 2012 | Gvt  |
| 3e circonscription  | Jean-Claude Gouget | PRG   | 22 juillet 2012 | 19 avril 2013   | Dem  |
| 3e circonscription  | Jean-Louis Costes  | UMP   | 23 juin 2013    | 19 juin 2017    | ELP  |

### XVelégislature(2017–2022)
| Circonscription     | Identité          | Parti | À partir du  | Jusqu'au     | Note |
| ------------------- | ----------------- | ----- | ------------ | ------------ | ---- |
| 1re circonscription | Michel Lauzzana   | REM   | 21 juin 2017 | 21 juin 2022 |      |
| 2e circonscription  | Alexandre Freschi | REM   | 21 juin 2017 | 21 juin 2022 |      |
| 3e circonscription  | Olivier Damaisin  | REM   | 21 juin 2017 | 21 juin 2022 |      |

### XVIelégislature(2022-2024)
| Circonscription     | Identité        | Parti | À partir du  | Jusqu'au    | Note |
| ------------------- | --------------- | ----- | ------------ | ----------- | ---- |
| 1re circonscription | Michel Lauzzana | LREM  | 22 juin 2022 | 9 juin 2024 |      |
| 2e circonscription  | Hélène Laporte  | RN    | 22 juin 2022 | 9 juin 2024 |      |
| 3e circonscription  | Annick Cousin   | RN    | 22 juin 2022 | 9 juin 2024 |      |